# Monica Macovei
Monica Luisa Macovei (ur. 4 lutego 1959 w Bukareszcie) – rumuńska polityk i prawnik, była minister sprawiedliwości, deputowana do Parlamentu Europejskiego VII i VIII kadencji.

## Życiorys
W 1982 ukończyła studia na wydziale prawa Uniwersytetu Bukareszteńskiego. W 1994 uzyskała dyplom na Central European University. Pracowała jako nauczyciel akademicki na pierwszej z tych uczelni, specjalizując się w prawie konstytucyjnym porównawczym. W latach 1993–1997 pracowała jako prokurator, następnie do 2004 wykonywała zawód prawnika w stołecznej palestrze.
Działała także w organizacjach społecznych. Od 1999 do 2004 kierowała Stowarzyszeniem na rzecz Obrony Praw Człowieka – Komitetem Helsińskim w Rumunii (APADOR-CH). W 1999 należała do założycieli rumuńskiego oddziału Transparency International. W latach 2002–2004 pełniła funkcję eksperta Rady Europy ds. reformy sądownictwa. Przeprowadziła szerokie badania poświęcone zróżnicowaniu ze względu na płeć w rumuńskim systemie prawnym, a także przemocy wobec kobiet. W 2002 zaangażowała się na rzecz zwolnienia Mugur Ciuvica, byłego doradcy prezydenta Emila Constantinescu, tymczasowo aresztowanego po publicznym oskarżeniu lewicowego premiera Adriana Năstase o korupcję.
Po zwycięstwie opozycyjnej centroprawicy w wyborach parlamentarnych i prezydenckich w 2004, w grudniu tego samego roku Monica Macovei została nominowana na urząd ministra sprawiedliwości w koalicyjnym rządzie Călina Popescu-Tăriceanu. Zajmując to stanowisko, zajęła się m.in. reformami wymiaru sprawiedliwości w związku z planowaną akcesją Rumunii do Unii Europejskiej. Podjęła także działania mające na celu ograniczyć korupcję i nadużycia władzy, popadając w coraz częstsze konflikty z parlamentem. Nie należąc do żadnej z koalicyjnych partii, uzyskiwała poparcie dla swoich inicjatyw głównie w Partii Demokratycznej. W kwietniu 2007 została zdymisjonowana z zajmowanego stanowiska przez urzędującego premiera w związku z rozpadem koalicji rządowej i usunięciem z gabinetu ministrów wspieranych przez demokratów. Po swoim odwołaniu brała udział w organizowaniu kampanii poparcia dla prezydenta Traiana Băsescu, którego część ugrupowań parlamentarnych próbowała usunąć z tego urzędu.
W wyborach w 2009 uzyskała mandat posłanki do Parlamentu Europejskiego z listy Partii Demokratyczno-Liberalnej, powstałej na bazie Partii Demokratycznej. W VII kadencji PE przystąpiła do grupy Europejskiej Partii Ludowej, została też członkinią Komisji Kontroli Budżetowej oraz Komisji Wolności Obywatelskich, Sprawiedliwości i Spraw Wewnętrznych. W 2014 została wybrana na kolejną kadencję Europarlamentu. W tym samym roku wystartowała jako niezależna w wyborach prezydenckich, uzyskując w pierwszej turze około 4,4% głosów. W 2015 założyła ugrupowanie M10, którym przez pewien czas kierowała.